# 러시아의 불교

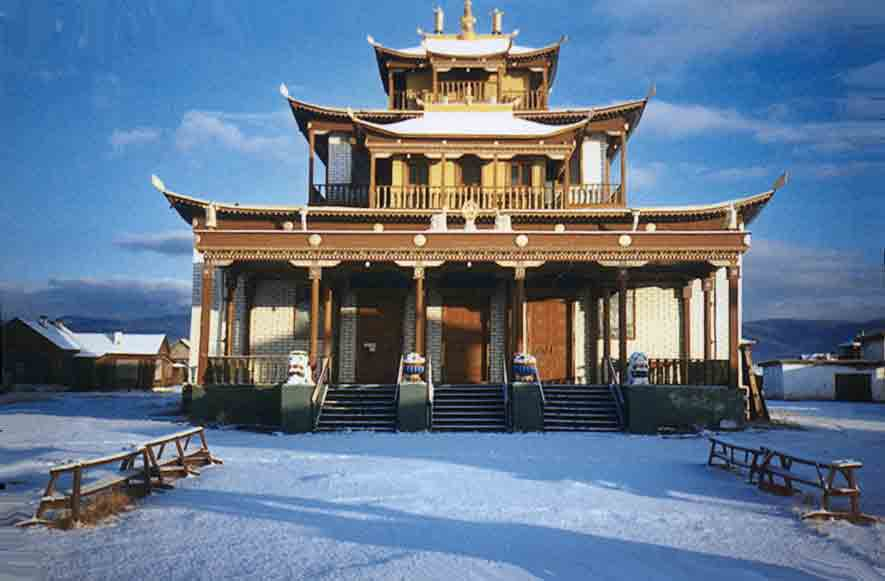
Ivolga Monastery.

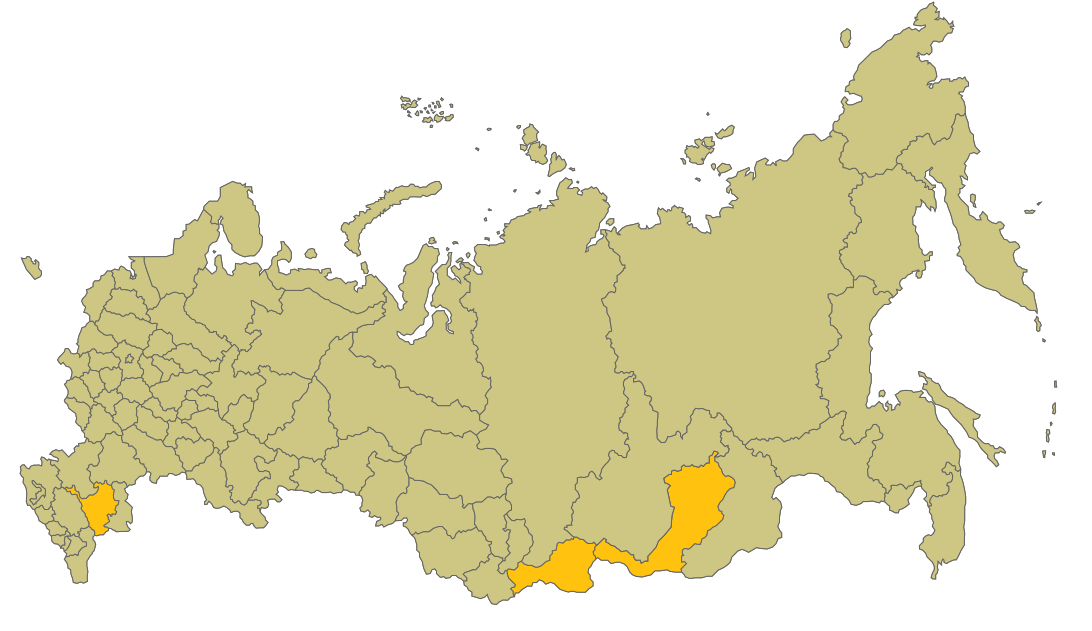
Areas in Russia with a Buddhist majority.

러시아가 동쪽으로 영토를 넓히고 있을 때, 불교는 이미 15세기 후반에 시베리아 및 지금의 러시아 극동지방에 퍼져 있었다. 현재는 러시아의 불교는 거의 대부분이 티베트 불교 신자이다.
러시아의 불교는 아무르 주, 하바롭스크 지방, 투바 공화국, 칼미크 공화국, 부랴트 공화국, 치타 주에 집중되어 있다. 러시아에서 불교는 점점 전파해갔기 때문에, 현재도 모스크바, 상트페테르부르크 등에도 일부 개종자가 나타났다.

## 같이 보기
- 투바 공화국
- 칼미키야의 불교